# Fröhlins
Fröhlins ist ein Ortsteil des oberschwäbischen Marktes Ottobeuren im Landkreis Unterallgäu.

## Geografie

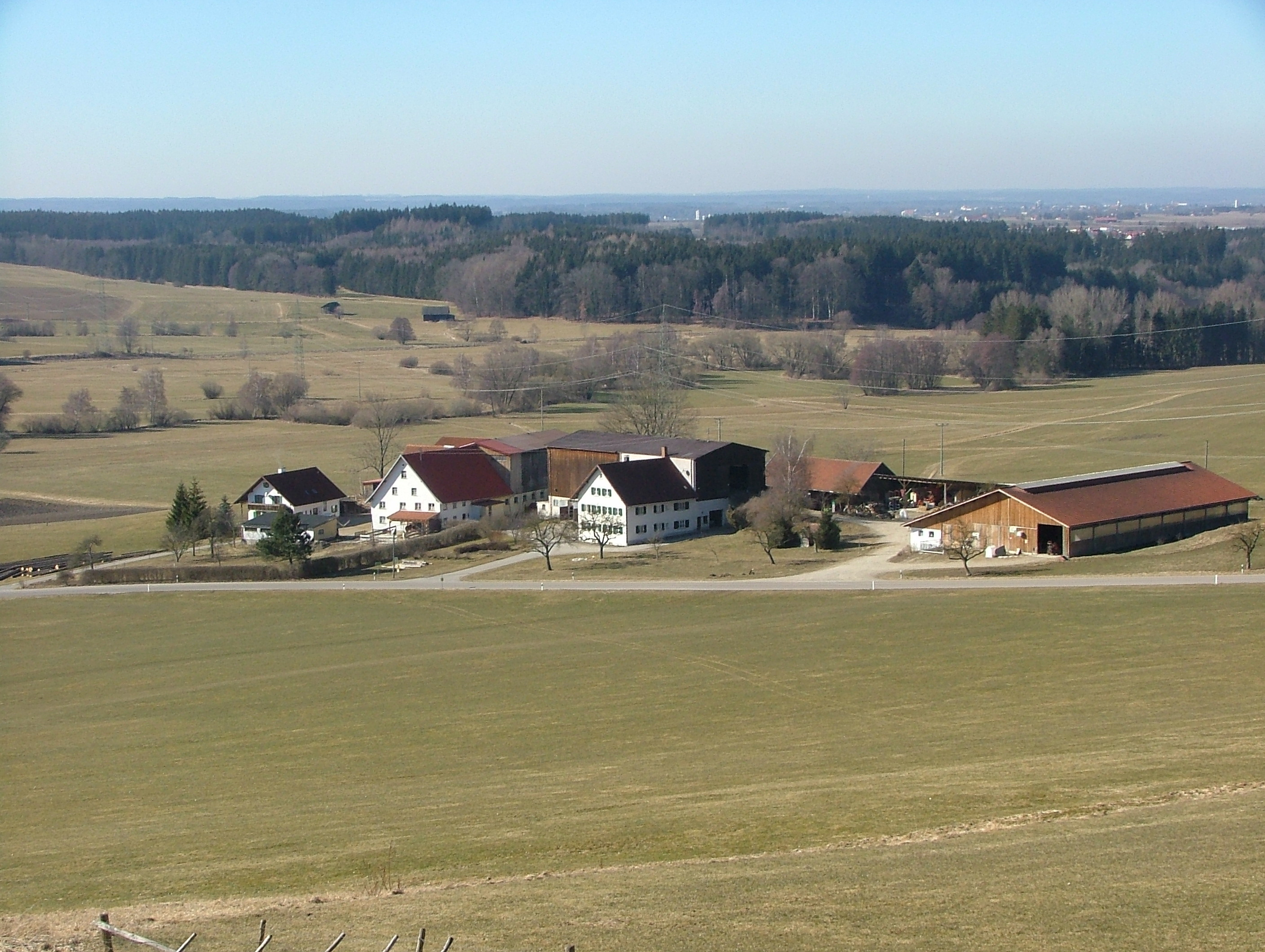
Fröhlins

Die Einöde Fröhlins liegt etwa zwei Kilometer nördlich von Ottobeuren. Der Ort ist durch eine Landstraße direkt mit dem Hauptort verbunden. Durch den Ort fließt ein Nebengewässer der Westlichen Günz. Er liegt eingebettet zwischen dem 720 Meter hohen Buschelberg und dem 721 Meter hohen Bocksberg.

## Geschichte
1145 und 1180 erhielt das Kloster Ottobeuren einzelne Güter von seinem Dienstmann Berthold von Dennenberg. Die zu den Fluren von Fröhlins gehörende Burg wurde vermutlich im selben Zeitraum abgebrochen. 1564 hatte Fröhlins 14 Bewohner. In zwei Anwesen wohnten 1811 zwölf Menschen.

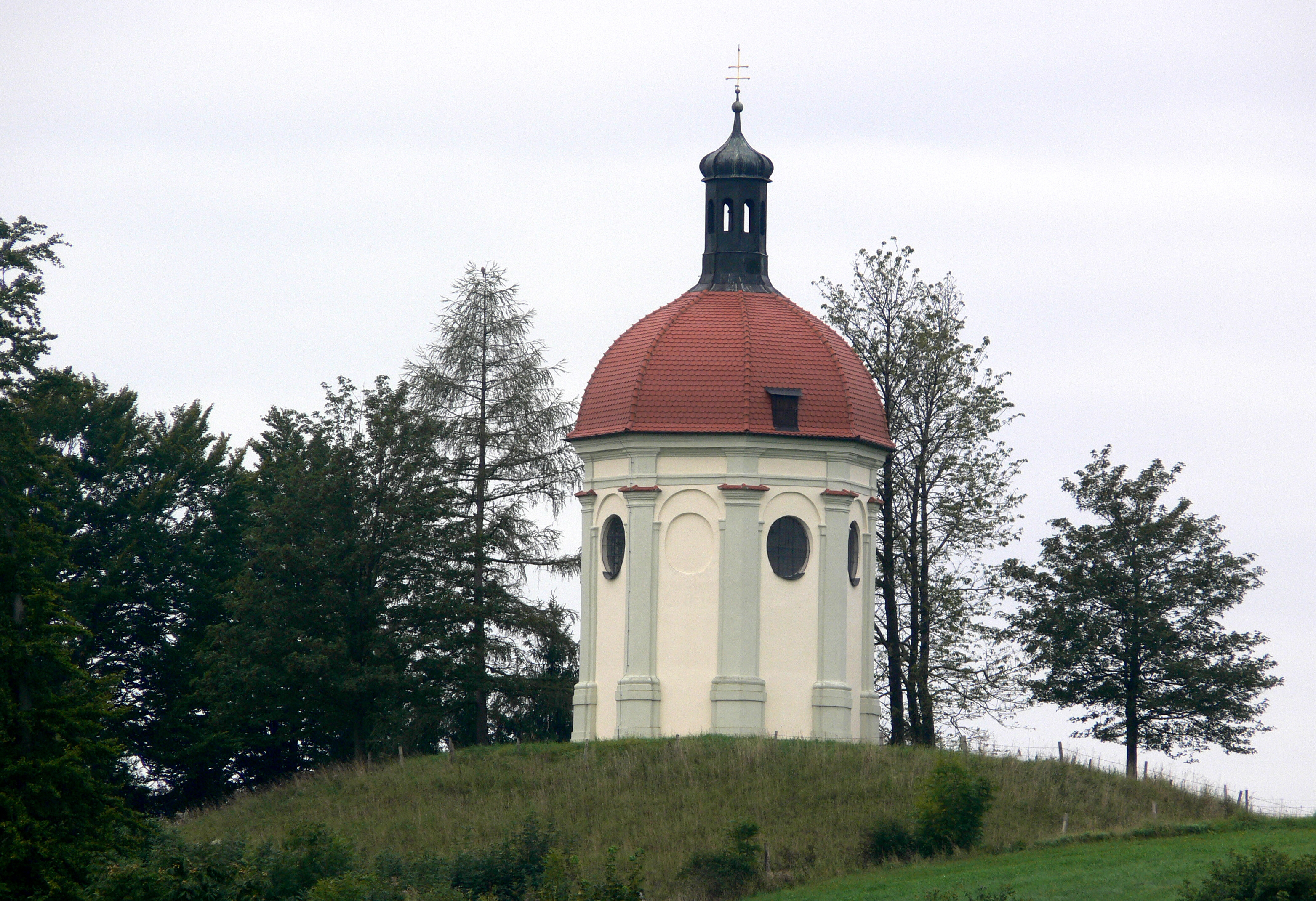
Buschelkapelle

## Sehenswürdigkeiten
Auf dem Buschelberg, einem Aussichtspunkt über die oberschwäbische Landschaft, wurde 1714 eine Michaelskapelle, die heute Buschelkapelle heißt, erbaut.